# Едгар Бъроуз
Едгар Райс Бъроуз (на английски: Edgar Rice Burroughs) е американски писател, известен със създадените от него истории за Тарзан и Джон Картър. В България е издаван и като Едуард Бъроуз.

## Биография
Едгар Райс Бъроуз е роден на 1 септември 1875 г. в американския град Чикаго в семейството на Джордж Тендър Бъроуз и Мери Евалайн Зайгър. Бащата на Едгар, ветеран от Гражданската война, майор в армията на Северния съюз, след войната се превръща в проспериращ бизнесмен. Едгар е четвъртото дете в семейството. Двамата му по-големи братя са завършили Йейлския университет.
Едгар започва образованието си в училище Браун. Когато това училище е поставено под карантина по време на епидемия от дифтерит, той е преместен в училището за момичета в Мапълхърст и след това в училището „Филипс“ в Андовър, след което Едгар постъпва в Подготвителната военна академия в Мичиган. По-късно Бъроуз си спомня, че във всички училища той упорито е учил гръцки и латински, но нито едно от тях не е имало курс по английски в учебната си програма. Но във военната академия се научава да язди кон. След като завършва академията през 1895 г., той получава препоръка за Уест Пойнт, но надценява тежестта на препоръката и позорно се проваля на приемните изпити. Тогава се втурва в преследване на приключения и през май 1896 г. решава да стане кавалерист. Но вместо бурен лагерен живот и сблъсъци с апачите, той открива само класическите прелести на военната досада в отдалечена провинция – във Форт Грант, Аризона, където е разположен 7-ми конен полк на американската армия. Едгар решава да се отърве от униформата възможно най-бързо – три месеца след началото на службата той пише писмо до баща си, в което го моли да говори със свои познати от Вашингтон. Баща му се погрижва, но бюрократичните процедури се проточват още седем месеца, така че Едгар се разделя с кавалерията едва през март 1897 г.
След демобилизацията си Бъроуз прекарва дълго време в отглеждането на крави в Айдахо, след което работи във фабриката за батерии на баща си в Чикаго през 1899 г.
Е. Р. Бъроуз сключва брак с Ема Сентения Халбърт на 1 януари 1900 г. Двойката има три деца: Джоан (1908), Халбърт (1909) и Джон Колман (1913).
През 1911 г. 35-годишният губещ бизнесмен вечер седи в празен кабинет и пише с обикновен молив на гърба на счетоводен формуляр... научнофантастичен роман. Романът е за човек, който, неизвестно как, се оказва на Марс, в свят на безкрайни приключения, в свят, напълно различен от „картофения“ Айдахо или от бизнесменския Чикаго. Редактор на списание „The All-Story“ по това време е Томас Нюъл Меткалф и на него се пада честта да открие за света името на бъдещия популярен писател. Той веднага приема ръкописа, написва на Бъроуз чек за 400 долара и поставя романа, озаглавен „Под луните на Марс“, в плана на списанието. Романът е публикуван в шест броя – от февруари до юли 1912 г.
Вторият роман на Бъроуз поставя началото на най-популярния му цикъл „Тарзан“ („The All-Story“, 1912). През юни 1914 г. романът е издаден като отделен том и с това започва дългогодишният триумф на Бъроуз като писател.
Бъроуз се развежда с Ема през 1934 г. и през 1935 г. се жени за бившата актриса Флорънс Гилбърт Дирхолт, която е бивша съпруга на приятеля му Аштън Дирхолт, с когото е съосновател на Burroughs-Tarzan Enterprises, докато снима „Новите приключения на Тарзан“. Бъроуз осиновява двете деца на Дирхолтови. С Флорънс се развежда през 1942 г.
По време на Втората световна война Бъроуз е най-старият (и най-известният) военен кореспондент в Тихоокеанския военен театър.
Едгар Райс Бъроуз умира на 19 март 1950 г. в Енсино (Калифорния) от инфаркт на миокарда.

## Избрано творчество
Внимание! Изписани са единствено официалните преводи на заглавията на български език.

### Поредица „Барзум“
| Година | Оригинално име            | Име на български език | Бележки |
| ------ | ------------------------- | --------------------- | --- |
| 1912   | „A Princess of Mars“      | „Принцесата на Марс“  | През 1912 г. e публикувана в шест броя на сп. „The All-Story“ под името „Under the Moons of Mars“. През 1917 г. е издадена като отделна книга с настоящото си име. |
| 1913   | „The Gods of Mars“        | „Боговете на Марс“    | През 1913 г. е публикувана в пет броя на сп. „The All-Story“, а през 1918 г. е издадена като книга. |
| 1913   | „The Warlord of Mars“     |                       | В периода декември 1913–март 1914 г. е публикувана в сп. „The All-Story“, а през 1919 г. е издадена като отделна книга. |
| 1916   | „Thuvia, Maid of Mars“    |                       | През 1916 г. е публикувана в три броя на сп. „The All-Story Weekly“, а през 1920 г. като книга. |
| 1922   | „The Chessmen of Mars“    |                       | Първо е публикувана в шест броя на сп. „Argosy All-Story Weekly“ през 1922 г., а по-късно същата година е издадена като отделна книга. |
| 1927   | „The Master Mind of Mars“ |                       | Романът е публикуван в сп. „Amazing Stories“ през 1927 г., а година по-късно е издаден като самостоятелна книга. |
| 1930   | „A Fighting Man of Mars“  |                       | През 1930 г. е публикувана в няколко броя на сп. „Blue Book Magazine“. Година по-късно е издадена самостоятелна книга. |
| 1934   | „Swords of Mars“          |                       | В периода 1934 – 1935 г. историята се публикува в сп. „Blue Book Magazine“. През 1936 г. е издадена като книга. |
| 1939   | „Synthetic Men of Mars“   |                       | През 1939 г. историята е публикувана в шест броя на сп. „Argosy Weekly“. Година по-късно е издадена като книга. |
| 1948   | „Llana of Gathol“         |                       | Това е роман, който се състои от четири различни истории. През 1941 г. тези истории са публикувани поотделно в сп. „Amazing Stories“. През 1948 г. са издадени като книга. |
| 1964   | „John Carter of Mars“     |                       | Това е името на книга, в която са публикувани две истории за героя Джон Картър. Първата е дело на Джон Бъроуз и се казва „John Carter and the Giants of Mars“, а втората е написана от Едгар Бъроуз под заглавието „Skeleton Men of Jupiter“. Книгата е издадена през 1964 г. и е приета за последната творба от поредицата „Барзум“. |

### Поредица „Тарзан“
| Година | Оригинално име        | Име на български език             |
| ------ | --------------------- | --------------------------------- |
| 1912   | „Tarzan of the Apes“  | „Тарзан, храненикът на маймуните“ |
| 1913   | The Return of Tarzan“ |                                   |

### Поредица „Пелусидар“
| Година | Оригинално име               | Име на български език |
| ------ | ---------------------------- | --------------------- |
| 1914   | „At the Earth's Core“        | Пелусидар 1           |
| 1923   | „Pellucidar“                 |                       |
| 1928   | „Tanar of Pellucidar“        |                       |
| 1929   | „Tarzan at the Earth's Core“ |                       |
| 1937   | „Back to the Stone Age“      |                       |
| 1944   | „Land of Terror“             |                       |
| 1963   | „Savage Pellucidar“          |                       |